# Vulcan (przedsiębiorstwo)
Vulcan – polskie przedsiębiorstwo zajmujące się komputeryzacją szkolnictwa, produkcją i dystrybucją oprogramowania i świadczeniem usług i szkoleń. Powstało w 1988 roku.

## Historia
Vulcan został założony w 1988 roku we Wrocławiu. Pierwsze programy wyprodukował w 1989 roku z przeznaczeniem na komputery ZX Spectrum i Elwro 800 Junior, wówczas też zostały one sprzedane Ministerstwu Edukacji Narodowej. W 1990 roku przedsiębiorstwo uczestniczyło w ramach programu badawczego RRI-16. Na początku lat 90. Vulcan reprezentował Polskę w programie EPES (European Pool of Educational Software). W 1995 roku spółka rozpoczęła prace nad encyklopedią multimedialną PWN, zakończone w grudniu następnego roku. Encyklopedia sprzedała się w 40 tysiącach egzemplarzy. W tym okresie Vulcan współpracował także z takimi wydawnictwami, jak WSiP, Bellona, Wydawnictwo Dolnośląskie czy Wydawnictwo Szkolne PWN.
W 1997 firma Vulcan wraz z Wydawnictwem Naukowym PWN utworzyła spółkę Vulcan Media, która specjalizowała się w opracowywaniu wydawnictw multimedialnych, m.in. wersji encyklopedii i słowników na płytach CD-ROM. W 1998 roku spółka wykupiła poznańskie przedsiębiorstwo SuperMemo World. W 1999 Vulcan Media został wykupiony w całości przez Wydawnictwo Naukowe PWN. W 2000 roku zmienił nazwę na pwn.pl.
W 1998 roku powstał pierwszy oddział spółki Vulcan – w Katowicach. W pierwszej połowie 2005 roku liczba klientów firmy przekroczyła 13 000. W 2006 roku spółka, osiągająca wówczas roczny przychód w wysokości około 19 milionów złotych, została przejęta przez Wydawnictwo Nowa Era.

## Produkty
Przedsiębiorstwo jest autorem dziennika elektronicznego Dziennik VULCAN (kiedyś UONET+), programów przeznaczonych do administracji i obsługi szkoły, a także systemu elektronicznej rekrutacji do szkół podstawowych.